# Холонимия
Холонимията (на гръцки език holon = цяло и onoma = име) е семантично отношение. Холонимията определя отношенята между термин, денотиращ цялото и термин, денотиращ част или член от цялото. Тоест:
'X' е холоним на 'Y' ако Y-тата са част от X-тата или
'X' е холоним на 'Y' ако Y-тата са членове от X-тата.
Например 'дърво' е холоним на 'кора', на 'стебло' и на 'клон'.
Холонимия е обратното на меронимия.
|  | Тази страница частично или изцяло представлява превод на страницата Holonymy в Уикипедия на английски. Оригиналният текст, както и този превод, са защитени от Лиценза „Криейтив Комънс – Признание – Споделяне на споделеното“, а за съдържание, създадено преди юни 2009 година – от Лиценза за свободна документация на ГНУ. Прегледайте историята на редакциите на оригиналната страница, както и на преводната страница, за да видите списъка на съавторите. ВАЖНО: Този шаблон се отнася единствено до авторските права върху съдържанието на статията. Добавянето му не отменя изискването да се посочват конкретни източници на твърденията, които да бъдат благонадеждни. |